# محمدجواد ظریف
محمّدجواد ظریف خوانساری (زادهٔ ۱۷ دی ۱۳۳۸) سیاستمدار و دیپلمات ایرانی است که از ۱۱ مرداد تا ۶ اسفند ۱۴۰۳ معاون راهبردی رئیس‌جمهور ایران، مشاور رئیس‌جمهور و رئیس مرکز بررسی‌های استراتژیک بود. وی پیش‌تر نیز نماینده و سفیر ایران در سازمان ملل متحد و وزیر امور خارجه ایران از ۱۳۹۲ تا ۱۴۰۰ بوده است. او همچنین از اعضای شورای عالی جمعیت هلال‌احمر و دانشیار دانشکده مطالعات جهان دانشگاه تهران است.
ظریف، دانش‌آموختهٔ کارشناسی ارشد روابط بین‌الملل از دانشگاه ایالتی سان‌فرانسیسکو و همچنین کارشناسی ارشد مطالعات بین‌الملل و دکترای حقوق و روابط بین‌الملل از دانشگاه دنور است. او دوران کاری خود را از سال ۱۳۵۷ در کنسولگری ایران در سانفرانسیسکو آغاز کرد. او از سال ۱۳۷۱ تا ۱۳۸۱ معاونت حقوقی و بین‌الملل وزارت امور خارجه را برعهده داشت. ظریف در فاصله سال‌های ۱۳۸۱ تا ۱۳۸۶ سفیر ایران در سازمان ملل متحد بود که در سفر سال ۱۳۸۴ رئیس‌جمهور محمود احمدی‌نژاد به سازمان ملل، در پی تحکم به رئیس‌جمهور و رعایت نکردن آداب دیپلماتیک برکنار می‌شود که با مخالفت و پافشاری رهبر ایران تا سال ۱۳۸۶ در این سمت می‌ماند. او در سال ۱۳۹۲ در دولت یازدهم به‌عنوان وزیر امور خارجه ایران انتخاب شد. او مسئول تیم مذاکره‌کننده هسته‌ای ایران در برنامه جامع اقدام مشترک بود. ظریف در اسفند ۱۳۹۷، به دلیل اینکه موضوع سفر رئیس‌جمهور سوریه بشار اسد به تهران به او اطلاع داده نشده بود، از سمت خود استعفا داد، امّا دو روز بعد، رئیس‌جمهور حسن روحانی با استعفای او موافقت نکرد.
ظریف نقش پُررنگی در کارزار انتخاباتی مسعود پزشکیان برای انتخابات ریاست‌جمهوری ۱۴۰۳ داشت و پس از پیروزی پزشکیان، به‌عنوان رئیس شورای راهبری دوره انتقال دولت چهاردهم منصوب شد. او در ۱۱ مرداد ۱۴۰۳ به سمت معاون راهبردی رئیس‌جمهور و رئیس مرکز بررسی‌های استراتژیک گماشته شد. ظریف به‌عنوان رئیس شورای راهبری، مسئول معرفی نامزدهای پیشنهادی وزارتخانه‌ها در کابینه بود. با این حال در ۲۱ مرداد پس از واکنش گسترده در خصوص وزرای پیشنهادی برای اخذ رأی اعتماد از مجلس، ظریف اعلام کرد که از سمت خود کناره‌گیری کرده است، امّا مدتی بعد بازگشت. ظریف در اسفند ۱۴۰۳ به دلیل مخالفت نمایندگان مجلس و استناد به قانون به‌کارگیری اشخاص در مشاغل حساس مبنی بر تابعیت مضاعف فرزندان، از سمت خود کناره‌گیری کرد.
وزارت خزانه‌داری آمریکا در سال ۲۰۱۹ ظریف را تحریم کرد و اظهار داشت که وی سخنگوی علی خامنه‌ای است. او در سال ۱۴۰۱ توسط کانادا نیز تحریم شد. در ۵ اردیبهشت ۱۴۰۰، یک فایل صوتی از ظریف منتشر شد که حاوی سخنان او در مورد مسائل کشور در زمینهٔ سیاست خارجی بود. این گفتگو با واکنش‌های بسیاری از سوی رسانه‌ها همراه بود. جواد ظریف سیاست‌مداری است که در بین فعالان حقوق بشر به «پینوکیوی ایران» معروف است. او را متهم می‌کنند که در بحث‌ها، دروغ‌گویی فریب‌کار و یک حقه‌باز ماهر است. ظریف همواره بدترین جنایت‌های نظام جمهوری اسلامی ایران را انکار یا از آن‌ها دفاع کرده است.

## زندگی شخصی

### اوایل زندگی
محمّدجواد ظریف خوانساری ۱۷ دی ۱۳۳۸ در خانواده‌ای مذهبی، محافظه‌کار و متمول در تهران به‌دنیا آمد. پدر و پدربزرگش از تجار اصفهان بودند، پدربزرگش از بانیان مسجد اعظم قم و مسجد هامبورگ و پدرش عباسعلی ظریف خوانساری از شعرای اصفهان، فردی خیر و به گاوصندوق علما معروف بود. مادرش عفت کاشانی‌پور نیز فرزند یکی از بازرگانان کاشانی مستقر در تهران بود. خانواده ظریف ابتدا در محله ملک اصفهان ساکن بودند و سپس به تهران نقل مکان کردند. او تحصیلات مقدماتی را از سال ۱۳۴۵ تا ۱۳۵۵ در دبستان و دبیرستان علوی تهران انجام داد.
ظریف در سال ۱۳۵۵ با ویزای دانشجویی به ایالات متحده آمریکا رفت و از سال ۱۳۵۵ تا ۱۳۵۶ دیپلم خود را از کالج درو، در سانفرانسیسکو گذراند و به ترتیب در سال‌های ۱۳۶۰ و ۱۳۶۱ مدرک کارشناسی و کارشناسی ارشد روابط بین‌الملل را از دانشگاه ایالتی سان‌فرانسیسکو دریافت نمود، سپس به ایالت کلرادو نقل مکان کرد و در سال ۱۳۶۳ مدرک کارشناسی ارشد مطالعات بین‌الملل را از دانشکده مطالعات بین‌الملل جوزف کوربل، دانشگاه دنور اخذ نمود و پس از آن تحصیلات خود را در مقطع دکترا ادامه داد.
طبق تصاویر منتشرشده، او در ۳۰ مهر ۱۳۵۸ به همراه تعداد دیگری از دانشجویان ایرانی در نیویورک سیتی با تجمع روبه‌روی بیمارستانی که محمدرضا پهلوی، شاه سابق ایران، در آن بستری بود، شعارهایی علیه او از جمله شعار «مرگ بر شاه» را سر دادند.

### خانواده
ظریف در تابستان ۱۳۵۸ از طریق خواهرش با مریم ایمانیه آشنا شد. آن‌ها در ایران با هم ازدواج کردند، اما پس از آن به نیویورک نقل مکان نمودند و هردو به زبان انگلیسی مسلط هستند.
ظریف دو فرزند دختر و پسر دارد که در آمریکا متولد شده‌اند. پسر وی مهندسی برق خوانده و دارای فوق لیسانس مدیریت است و دخترش نیز دارای مهندسی معماری داخلی است. هر دو فرزند وی ازدواج کرده‌اند. فرزندان وی به همراه همسرانشان در طول مدت تصدی وزارت امور خارجه ایران، در تهران سکونت داشتند و بنابر اظهارات خود وی، شاغل در ادارات دولتی نبوده و به کار آزاد مشغول می‌باشند. وی دارای دو نوه از فرزندان خود می‌باشد.

### گرایش سیاسی
هنگامی که ظریف برای پست وزارت خارجه به مجلس معرفی شد، روزنامه اعتماد او را در میان اصلاح‌طلبان دسته‌بندی کرد، در حالی که خبرگزاری مهر از وی به عنوان یک چهره مستقل یاد کرد.

## نمایندگی در سازمان ملل
ظریف فعالیت شغلی خود را از سال ۱۳۵۷ به عنوان مشاور سرکنسولگری ایران در سان فرانسیسکو آغاز کرد و تا سال ۱۳۵۹ در این جایگاه فعالیت نمود. او در فاصله سال‌های ۱۳۵۹ تا ۱۳۶۱ مشاور سیاسی، رایزن و کاردار نمایندگی ایران در سازمان ملل بود. وی دوره سربازی خود را نیز به صورت امریه، در وزارت امور خارجه و نمایندگی ایران در سازمان ملل متحد، سپری کرد. پس از گذراندن آزمون جامع دکترا در ۱۳۶۴، اداره مهاجرت ایالات متحده، روادید محمد جواد ظریف را باطل کرد و او سه سال بعد از راه دور، تحصیلات خود را تکمیل کرد و دکترای حقوق و روابط بین‌الملل را در سال ۱۹۸۸ از دانشگاه دنور دریافت کرد.
در سال ۱۳۶۶ که جنگ ایران و عراق ماه‌های پایانی خود را سپری می‌کرد و فشارهای بین‌المللی بر ایران، به منظور پذیرفتن متن اولیه قطعنامه ۵۹۸ شورای امنیت به اوج رسیده بود، تیم مذاکره‌کننده ایرانی، سعی داشت به جای درج مفادی که انتظارات ایران را برآورده نمی‌کرد، بندهایی از طرح اجرایی دبیرکل سازمان ملل متحد (خاویر پرز دکوئیار) را جایگزین نماید. نوشتن نامه این درخواست رسمی به محمدجواد ظریف، تنها دیپلمات ایرانی وقت مسلط به زبان انگلیسی در نمایندگی ایران، در سازمان ملل متحد گماشته شد، تا بتواند مفهوم مورد نظر ایران را به شفافی بیان کند. ظریف نیز با انتخاب کلمات مناسب، توانست نامهٔ مورد نظر ایران را تنظیم و در بین کشورهای عضو، منتشر کند. این درخواست که با افزودن آن به قطعنامه ۵۹۸ شورای امنیت موافقت شد، در وزارت امور خارجه ایران به «Tantamount Letter» مشهور شد.
ظریف که در دولت هشتم معاون امور حقوقی و بین‌الملل وزارت امور خارجه بود و به عنوان یکی از افراد شاخص گروه «نیویورکی‌ها» در وزارت خارجه شناخته می‌شد در سوم تیر ۱۳۸۱ به سمت رئیس نمایندگی دائم جمهوری اسلامی ایران در مقر مرکزی سازمان ملل متحد در نیویورک منصوب شد.
ظریف گفته که با سعید امامی رفاقت دیرینه‌ای داشته و همسر امامی از همکاران همسر خود در بخش بین‌الملل بوده است. او ارتباط خود را با همسر و فرزندان امامی حفظ کرده و هر از چند گاهی به ملاقات آن‌ها می‌رود.

### ریاست نمایندگی ایران در سازمان ملل
ظریف که در دولت هشتم معاون امور حقوقی و بین‌الملل وزارت امور خارجه بود و یکی از افراد شاخص گروه نیویورکی‌ها در وزارت خارجه شناخته می‌شد که در سوم تیر ۱۳۸۱ به سمت رئیس نمایندگی دائم جمهوری اسلامی ایران در مقر مرکزی سازمان ملل متحد در نیویورک منصوب شد.
در سال ۱۳۸۴ رئیس‌جمهور تازه انتخاب شده ایران، محمود احمدی‌نژاد برای سخنرانی در شصتمین مجمع عمومی سازمان ملل متحد به نیویورک سفر کرد و در بدو ورود به فرودگاه و دیدار با ظریف در مسیر، از وی می‌خواهد در نشستی با حضور سناتورهای آمریکایی حضور داشته باشد که ظریف می‌گویید شما نمی‌توانید و باید اذن رهبری برای اینکار باشد که وی از تحکم این کارمند وزارت خارجه به اسم رهبری ایران به شدت ناراحت می‌شود. در ادامه در طی این سفر ظریف برخورد بدی با رئیس‌جمهور داشت و در مجمع عمومی او را کنار خود نشانده و مثل کارمند با او برخورد کرد. سپس در یکی از دیدارهای دیپلماتیک احمدی‌نژاد که با پرویز مشرف، رئیس‌جمهور پاکستان بود، ظریف با پیراهن آستین کوتاه حاضر شد و درحالی که آدامس در دهان می‌جوید در این نشست حضور یافت. در آخر روز اول سفر، احمدی‌نژاد خواستار جایگزینی ظریف می‌شود که علی لاریجانی به رئیس‌جمهور می‌گوید برای برکناری ظریف باید اذن رهبری گرفته شود و مجاز به اینکار نیست. این باعث شد احمدی‌نژاد بعد از بازگشت به ایران برای اخراج وی نامه نگاری کند که به گفته برخی، ظریف زودتر اقدام به نامه‌نگاری یا حضور در دفتر رهبری کرد برای جلوگیری از برکناری و به گفته خود او چنین کاری نمی‌کند و در هر صورت منجر به مخالفت رهبری با برکناری وی از این سمت زیرمجموعه وزارت خارجه می‌شود. با پافشاری دولت وقت بر برکناری ظریف، این مخالفت رهبری چند بار دیگر نیز اتفاق می‌افتد و ظریف ۲ سال در این سمت باقی می‌ماند و در نهایت در سال ۱۳۸۶ از سمت نمایندگی دائم ایران در سازمان ملل برکنار می‌شود.

## وزارت امور خارجه

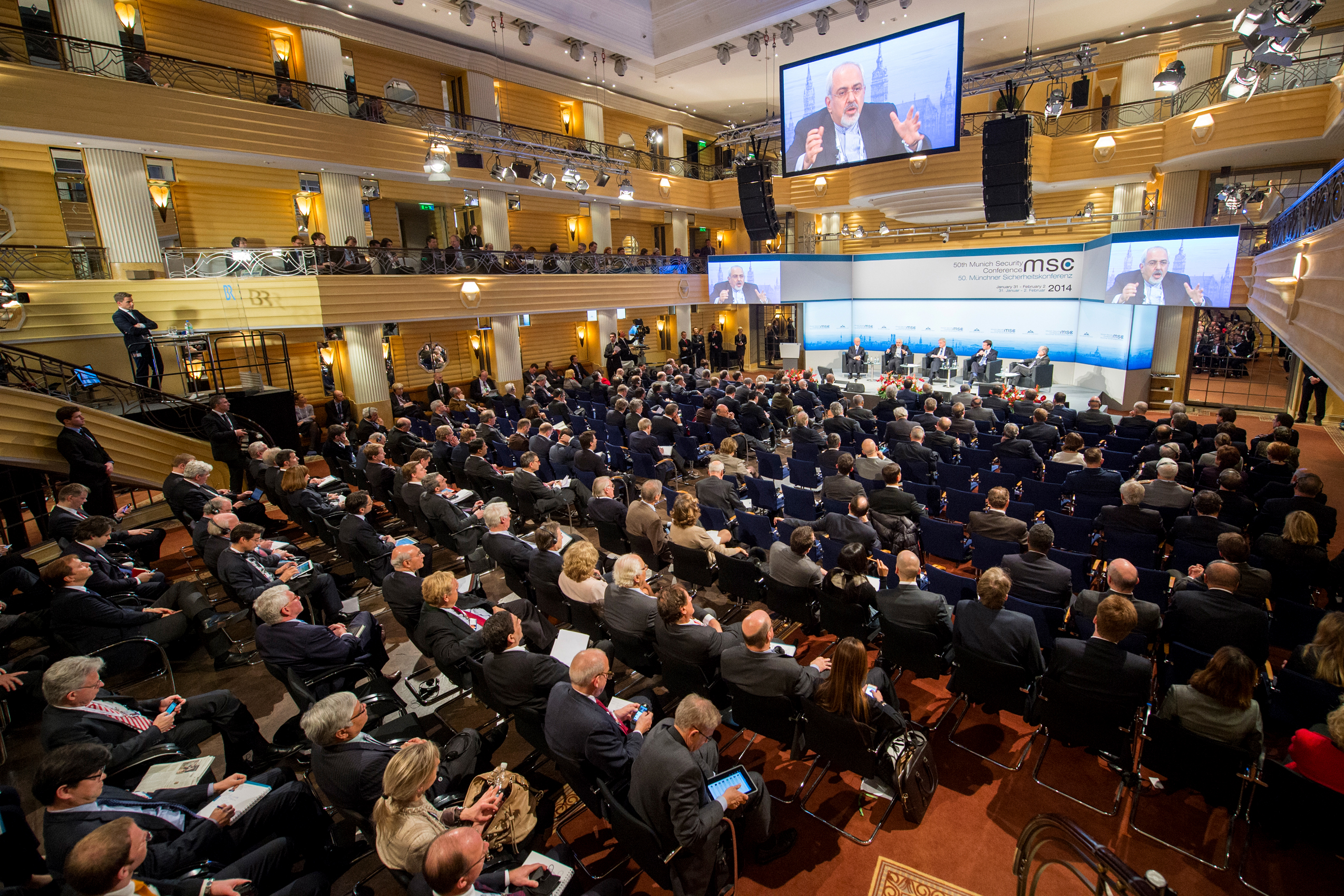
ظریف در حال تشریح مواضع ایران در پنجاهمین کنفرانس امنیتی مونیخ در هتل بایریشر هوف

### دولت یازدهم
پس از انتخاب حسن روحانی به عنوان رئیس دولت یازدهم، وی ظریف را برای تصدی سمت وزیر امور خارجه در دولتش به مجلس شورای اسلامی معرفی کرد. حسن قشقاوی، معاون کنسولی وقت وزارت امور خارجه، از این انتخاب استقبال و عنوان کرد که کشورهایی که به دنبال گفتگو با ایران هستند، از این انتخاب استقبال کرده‌اند. وی به عملکرد هنری کیسینجر، مشاور اسبق امنیت ملی ایالات متحده آمریکا اشاره کرد که یک نسخه از کتاب دیپلماسی که توسط شخص وی تألیف گردیده را به ظریف هدیه داده است و در صفحه نخست آن نوشته است: «تقدیم به دشمن قابل احترام، ظریف»
ظریف با حضور در کمیسیون امنیت ملی و سیاست خارجی مجلس شورای اسلامی در روز ۱۴ مرداد (روز بعد از مراسم تحلیف) به تشریح برنامه‌های خود و پاسخ به سؤالات نمایندگان کمیسیون مربوطِ پرداخت. وی در پاسخ به نمایندگان مجلس اظهار داشت:
بنده هرگز گرین کارت نداشته‌ام، در حالی که ۱۰ سال است که شرایط دریافت آن را داشته‌ام. فرزندانم در حالی در ایران زندگی می‌کنند که می‌توانستند در ایران نباشند. من هم پس از رجعت به ایران هرگز به آمریکا سفر نداشته‌ام، در حالی که از سه دانشگاه معتبر آمریکا برای استادی دعوتنامه داشتم. در تمام مراحل کاری‌ام نظرات مقام معظم رهبری را عملیاتی کردم، حتی اگر نظرم مخالف با نظر آقا بوده است. ما یک پیام جهانی و یک الگوی جهانی برای ملت‌ها داریم و آمریکا از این پیام و الگو می‌ترسد. ما باید زبان بین‌المللی را بدانیم و هدف خود را با کمترین هزینه و بیشترین منافع دنبال کنیم. خودباوری و توانمندی جمهوری اسلامی قادر به برداشتن موانع از سر راه سیاست خارجی است و ضرورت آن، فهم مشترک و هم‌افزایی در حوزه اجراست.

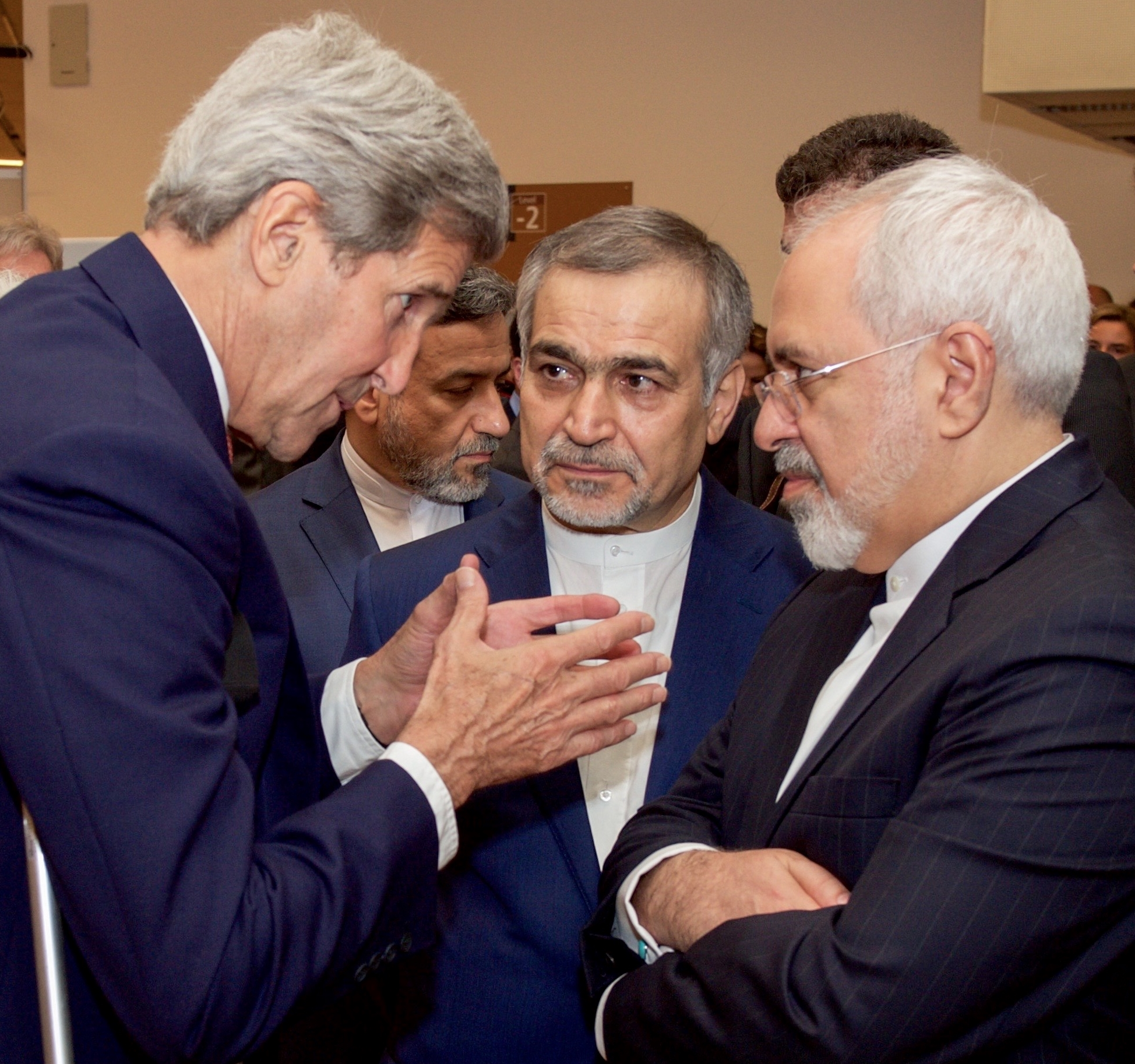
وزیر امورخارجه آمریکا، جان کری در حال صحبت با برادر و مشاور حسن روحانی، حسین فریدون و وزیر امورخارجه ایران، جواد ظریف پیش از کنفرانس خبری وین

همزمان با روز سوم بررسی کابینه دولت یازدهم، علی‌اکبر ولایتی، مشاور رهبر ایران در امور بین‌الملل، ظریف را گزینهٔ مناسب جهت تصدی پست وزارت امور خارجه معرفی کرد و مدیریت و کارآمدی‌اش را در زمان همکاری مستقیم با خود را مورد تحسین قرار داد. وی در نهایت توانست با کسب ۲۳۲ رأی از ۲۸۱ رأی ماخوذه (۸۲٫۵ درصد) تصدی وزارت امور خارجه دولت یازدهم را به‌دست بیاورد. ساعاتی پس از این انتخاب، گیدو وستروله، وزیر امور خارجه آلمان و احمد داوداغلو، وزیر امور خارجه ترکیه، در پیام‌های تلفنی جداگانه، تصدی پست وزارت امور خارجه را به وی تبریک گفتند و از وی درخواست کردند در آینده نزدیک به کشورهای متبوعشان سفر نماید.

#### اقدامات پس از انتخاب شدن
محمدجواد ظریف، پس از انتخاب شدن برای وزارت امور خارجهٔ ایران، اقداماتی نظیر انتخاب اولین زن سخنگو وزارت امور خارجه، اولین سفیر زن جمهوری اسلامی، بیش از ۵۰ بار دیدار با وزیر خارجه آمریکا و اولین دیدار و دست دادن با رئیس‌جمهور آن کشور. ظریف همچنین بیش از سایر وزرای دیگر در تاریخ انقلاب اسلامی در صحن مجلس و در کمیسیون امنیت ملی حاضر شده است و دربارهٔ مسائل گوناگون به نمایندگان پاسخ داده است. ظریف در سال ۲۰۱۵ از سوی مؤسسه انگیسک اینسایتس به عنوان ریسک‌پذیرترین سیاستمدار جهان انتخاب شد.

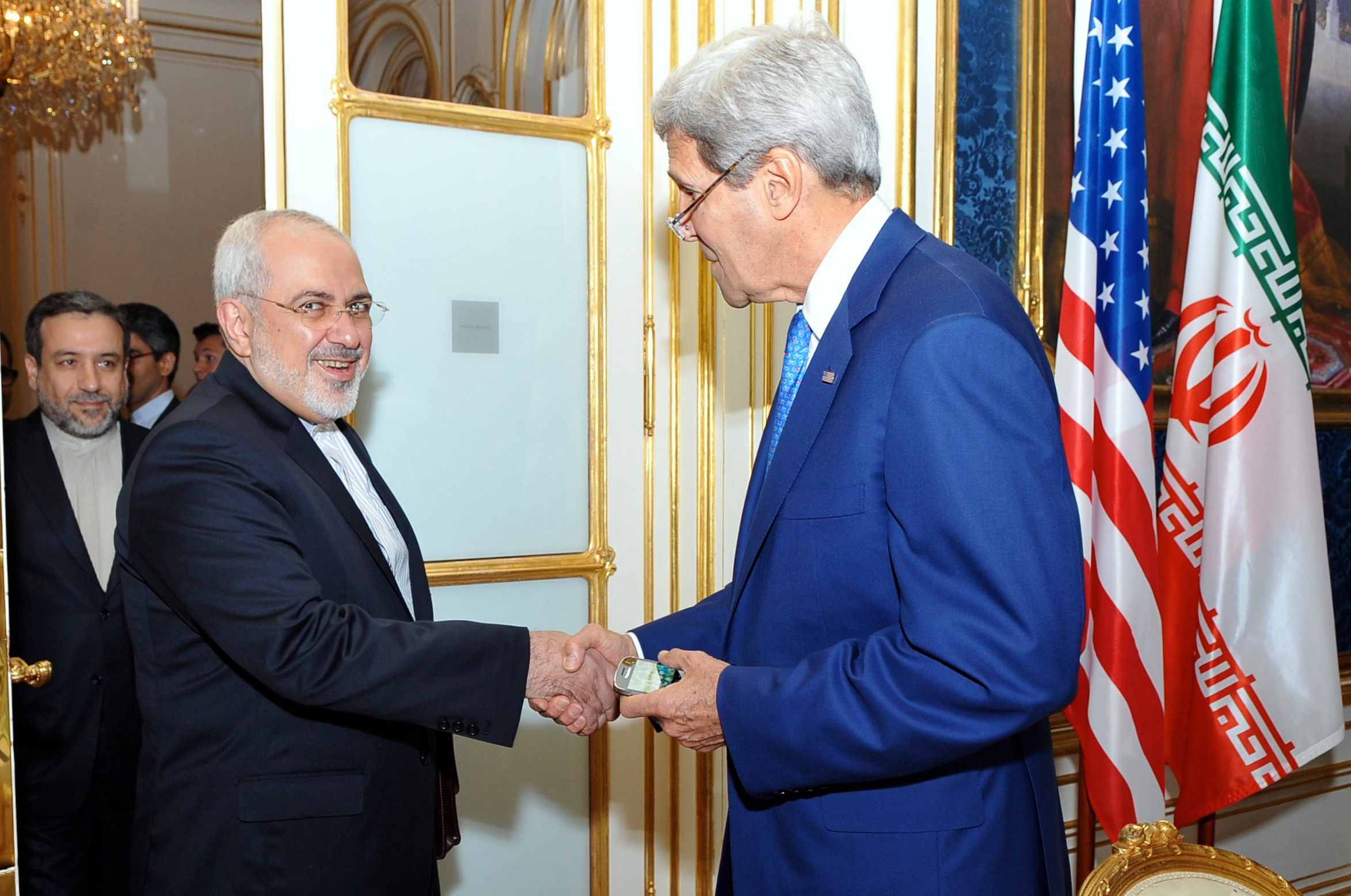
ظریف و جان کری، وزیر امور خارجه آمریکا

نخستین دیدار وزرای خارجه ایران و آمریکا پس از انقلاب اسلامی
در ساعات اولیه روز ۵ مهر ۱۳۹۲، ظریف در حاشیه شصت و هشتمین مجمع عمومی سازمان ملل متحد، و با برنامه‌ریزی قبلی در اولین مذاکره ایران و ۱+۵ در دولت یازدهم که در سطح وزرای خارجه برگزار شد، شرکت کرد. در این مذاکره، جان کری، وزیر امور خارجه ایالات متحده آمریکا نیز حضور داشته و با ظریف بر سر میز مذاکره نشست. در حاشیه این جلسه ظریف با جان کری دیدار و گفتگویی دو جانبه داشت. پس از ۳۴ سال این اولین دیدار مقامات عالی ایران و آمریکا در سطح وزرای خارجه بود. پس از پایان این دیدار کری در کنفرانس خبری خود گفت: «با ظریف ملاقات داشتم، لحن او حقیقتاً متفاوت بود.»
مذاکره‌کننده ارشد هسته‌ای
ظریف به عنوان مذاکره‌کننده ارشد هسته‌ای ایران در خصوص پرونده برنامه اتمی ایران از جانب حسن روحانی معرفی شده است. اولین حضور وی به عنوان مذاکره‌کننده هسته‌ای در دیدار با نمایندگان گروه پنج به علاوه یک در نیویورک و در تاریخ ۴ مهر ۱۳۹۲ (۲۶ سپتامبر ۲۰۱۳) برگزار شد و مرتبه بعدی با کاترین اشتون در ضیافت شام در سفارت ایران در سوئیس در تاریخ ۲۳ مهر ۱۳۹۲ (۱۵ اکتبر) انجام شد. سایر اعضای دیگر تیم مذاکره‌کننده همراه ظریف عبارتند از: عباس عراقچی، مجید تخت روانچی، حمید بعیدی‌نژاد و داوود محمدنیا.
توافق هسته‌ای ژنو
اولین موفقیت دیپلماتیک تیم مذاکره‌کننده ایران در ۲۴ نوامبر ۲۰۱۳ حاصل شد؛ توافقی که طبق آن ایران و گروه ۵+۱ توافق کردند در مقابل کاهش برخی تحریم‌های علیه ایران، غنی‌سازی بالای پنج درصدی اورانیوم در ایران متوقف شود. جان کری از این توافق با عنوان «گام نخست در جهت یافتن راه‌حلی جامع» یاد کرده است. دقایقی بعد از حصول این توافق اولیه، ظریف با انتشار توییتی در صفحه توییتر خود، خبر حصول این توافق را همگانی کرد.
در ۲۴ آذر ۱۳۹۲ ظریف از گفتگوی تلفنی با جان کری خبر داد. وی گفت تماس تلفنی دو طرف پس از افزوده شدن نام ۱۹ فرد و شرکت به فهرست تحریم‌های پیشین آمریکا علیه ایران (پس از توافق ژنو) انجام شده است. وی همچنین در توضیح این تماس تلفنی گفت که پس از توافق ژنو با شش قدرت جهانی، «این اولین باری نیست که لازم دیده‌ایم که هم در گفتگوهای علنی و هم در گفتگوهای خصوصی شرکت کنیم. من با مقام‌های آمریکایی و سایر مقام‌های گروه ۱+۵ و کاترین اشتون صحبت کرده‌ام.»
تفاهم هسته‌ای لوزان

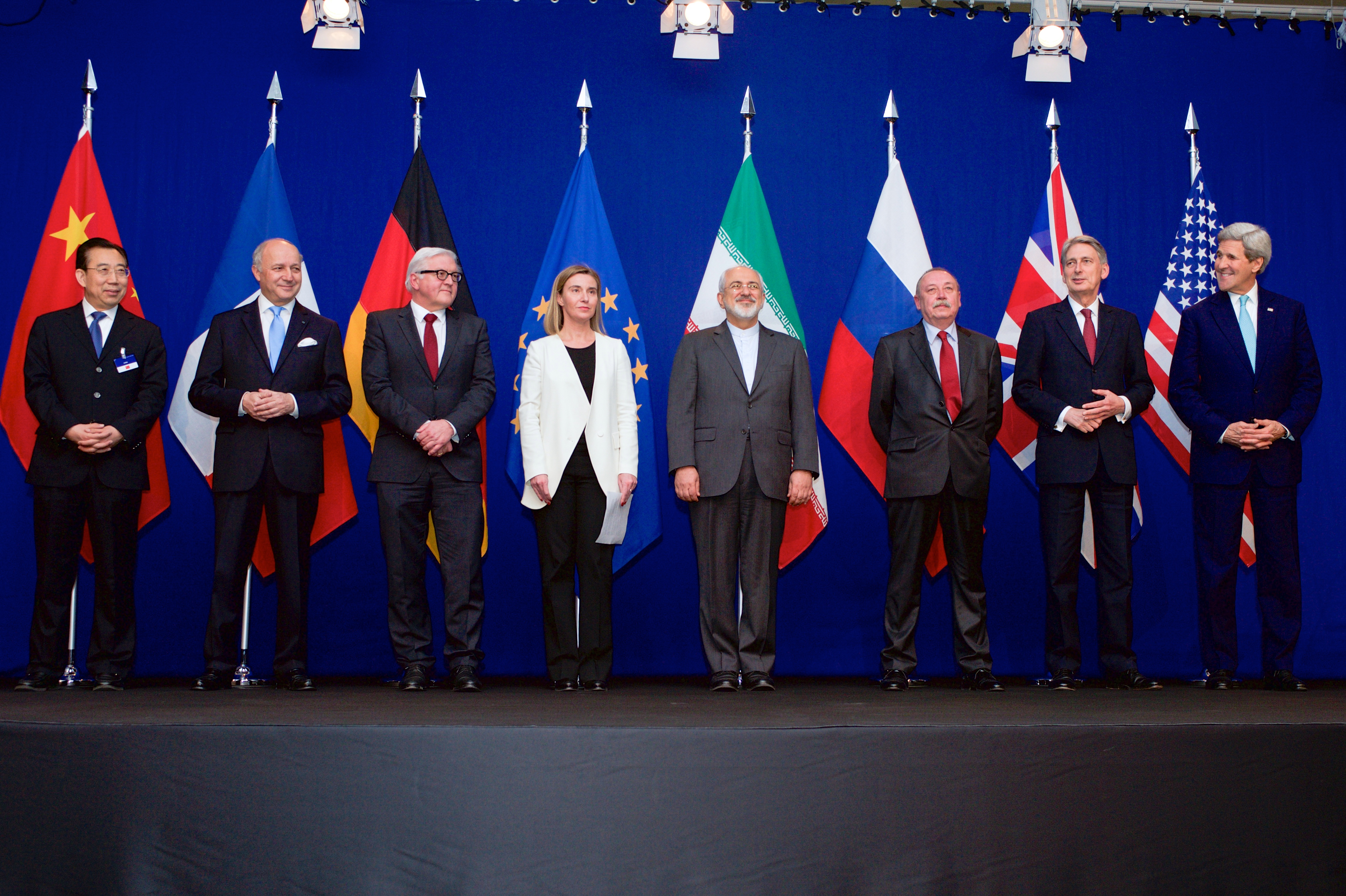
از راست به چپ جان کری، فیلیپ هموند، دیپلمات روسی، محمدجواد ظریف، فدریکا موگرینی، فرانک والتر اشتاین‌مایر، لوران فابیوس و وانگ یی، پیش از قرائت تفاهم هسته‌ای لوزان

یک و نیم سال پس از انعقاد توافق هسته‌ای ژنو، محمد جواد ظریف به همراه تیم مذاکره‌کننده ایرانی بعد از چند روز مذاکره فشرده در لوزان، سوئیس، در ۱۳ فروردین ۱۳۹۴ موفق به دستیابی به مجموع راه حل‌های تفاهم شده، برای رسیدن به برنامه جامع اقدام مشترک، پیرامون برنامه هسته‌ای ایران شدند. مجموعه متضمن راه حل‌ها در تفاهم هسته‌ای لوزان، جنبه حقوقی نداشت و صرفاً راهنمای مفهومی تنظیم و نگارش برنامه جامع اقدام مشترک را فراهم نمود. وی پس از بازگشت به ایران، در فرودگاه مهرآباد، مورد استقبال جمعی از ایرانیانی قرار گرفت که برای خوشامدگویی از تیم هسته‌ای، در فرودگاه گرد آمده بودند.
برجام سرانجام پس از ۲۲ ماه مذاکره محمد جواد ظریف به همراه تیم مذاکره‌کننده ایرانی بعد از ۱۷ روز مذاکره فشرده، سه‌شنبه ۱۴ ژوئیه (۲۳ تیرماه ۱۳۹۴) در وین پایتخت اتریش، موفق به دستیابی به یک توافق جامع و نهایی با گروه ۱+۵، بر سر آینده برنامه هسته‌ای ایران شدند. فدریکا موگرینی، مسئول سیاست خارجی اتحادیه اروپا و ظریف، در یک نشست رسمی در مقابل رسانه‌ها در وین با خواندن بیانیه‌ای به زبان انگلیسی و فارسی اعلام کردند که توافق نهایی در برنامه هسته‌ای ایران به دست آمده است.
بنیامین نتانیاهو صریح‌ترین منتقد توافق جاری گفت: «ایران بعد از ده سال (با پایان دوره محدودیت‌ها) قادر خواهد بود بمب‌های اتمی متعدد تولید کند.» این توافق پایانی بر ۱۲ سال مذاکرات ایران با قدرت‌های جهانی بر سر مسئله هسته‌ای است. مذاکراتی که با مسئولیت حسن روحانی در مهر ماه ۱۳۸۲ آغاز و در تیر ماه ۱۳۹۴ با مسئولیت محمد جواد ظریف و در دولت روحانی، با توافق جامع به پایان رسید.
دیدار کوتاه و دست دادن با رئیس‌جمهور آمریکا
در ۶ مهر ۱۳۹۴ و در حاشیهٔ برگزاری هفتادمین دوره مجمع عمومی سازمان ملل متحد، محمدجواد ظریف در حال خروج از سالن مجمع عمومی، با باراک اوباما، رئیس‌جمهور ایالات متحده آمریکا که توسط جان کری، وزیر امور خارجه همراهی می‌شد و دو ساعت از سخنرانی وی در مجمع می‌گذشت، ملاقات کوتاهی داشت و دو طرف، ضمن سلام و احوالپرسی، با یکدیگر دست دادند.

### دولت دوازدهم
با آغاز به کار دولت دوازدهم به ریاست حسن روحانی، وی مجدداً محمدجواد ظریف را به عنوان وزیر امور خارجه به مجلس معرفی نمود. ظریف با کسب ۲۳۶ رأی موافق، ۲۶ رأی مخالف و ۲۶ رأی ممتنع، از مجموع ۲۸۸ رأی ماخوذه، مجدداً به عنوان وزیر امور خارجه از مجلس رای اعتماد گرفت. و در روز ۶ اسفند ماه سال ۱۳۹۷ با انتشار پستی در صفحه شخصی اش در اینستاگرام استعفا خود را اعلام کرد. ولی در هشتم اسفند ماه با نامه استعفا او مخالفت شد و او همچنان به کار خود ادامه می‌دهد.
در ماه ژوئیه سال ۲۰۱۹ وزارت خزانه‌داری آمریکا محمد جواد ظریف، وزیر امور خارجه جمهوری اسلامی را در لیست تحریم‌های خود قرار داد. این وزارتخانه می‌گوید ظریف مهم‌ترین سخنگوی علی خامنه‌ای، رهبر جمهوری اسلامی است و برای رژیم ایران تبلیغ می‌کند.
ظریف نیز تأیید کرد که چون در زمان حضور در نیویورک دعوت به کاخ سفید برای مذاکره با دونالد ترامپ رئیس‌جمهور آمریکا را نپذیرفته تحریم شده است. پیش از این سخنان، هفته‌نامه نیویورکر این ادعا را مطرح کرده بود.
استعفا و مخالفت با آن
ظریف، در تاریخ ششم اسفند ۱۳۹۷ ساعت ۱۱:۳۰ استعفای خود را از طریق اینستاگرام اعلام کرد. بخشی از متن استعفای ظریف به این شرح بود: «از ناتوانی برای ادامه خدمت و تمام کاستی‌ها و کوتاهی‌ها در دوران خدمت صمیمانه پوزش می‌خواهم». معاون سخنگوی وزارت امورخارجه، اصالت خبر اعلام استعفای ظریف را در گفتگو با ایرنا تأیید کرد. خبرگزاری فارس نیز به‌طور مستقل اصالت این اعلام استعفا را به نقل از «یک منبع مطلع» تأیید کرد. ساعاتی پس از اعلام استعفای ظریف از طریق پست اینستاگرامی، محمود واعظی معاون اول حسن روحانی پذیرش استعفای آقای ظریف از جانب حسن روحانی را تکذیب کرد. او در یک توییت اعلام کرد «خبر منتشر شده مبنی بر پذیرش استعفای دکتر ظریف از سوی رئیس‌جمهوری قویاً تکذیب می‌شود.»
به گفته ظریف، عدم دعوت از وی در جلسه دیدار بشار اسد، رئیس‌جمهوری سوریه با حسن روحانی، رئیس‌جمهور و علی خامنه ای، رهبر ایران، دلیل اصلی این استعفا بوده است.انجام نشدن این هماهنگی در نتیجه اختلاف و تنش ایجاد شده در روابط ایران و سوریه بعد از سفر هیئت پارلمانی ایران به ریاست حشمت‌الله فلاحت‌پیشه به سوریه بود که منجر به ایجاد نگرانی‌هایی در دولت سوریه نسبت به حمایت ایران از این کشور شد و این سفر بدون برنامه‌ریزی بشار اسد به ایران یک ماه بعد آن سفر پارلمانی برای اختلافات پیش آمده بود که به ادعای برخی با دعوت قاسم سلیمانی انجام شد. در ماه‌های بعد ظریف شخصاً به سوریه سفر و با بشار اسد دیدار کرد. در بامداد ۸ اسفند ۱۳۹۷ روحانی در نامه‌ای خطاب به ظریف استعفای او را رد کرد. روحانی در این نامه خطاب به ظریف گفته است که استعفای او را خلاف مصالح ایران می‌داند و با آن موافقت نمی‌کند. در متن نامه آمده است با نظر آقای ظریف که «حفظ شان و اعتبار وزارت امور خارجه، و جایگاه شخص وزیر امور خارجه به عنوان بالاترین مقام مسوول در اجرای سیاست خارجی کشور» موافق است.
ظریف در تاریخ ۲۵ اوت ۲۰۱۹ در سفری عجیب و تاریخی وارد بارتز محل نشست گروه G20 در فرانسه شد. کارشناسان این را یک حرکت در جهت پیشبرد مذاکرات محرمانه با ایالات متحده می‌دانند

### فایل صوتی محرمانه
در ۵ اردیبهشت ۱۴۰۰ مصاحبه‌ای هفت‌ساعته میان سعید لیلاز با ظریف توسط شبکهٔ ایران اینترنشنال منتشر شد و حاوی گفت‌وگو این دو نفر در مورد مسائل ایران در زمینهٔ سیاست خارجی بود. این فایل صوتی توسط مرکز بررسی‌های استراتژیک ریاست جمهوری تهیه شده بود. وی در این گفت‌وگو مهم‌تر قلمداد شدن سیاست‌های میدان نسبت به سیاست‌های دیپلماتیک در ایران را اذعان کرد و مدعی شد که سفر قاسم سلیمانی، فرماندهٔ پیشین سپاه قدس به روسیه بدون نظارت وی و «با ارادهٔ روسیه» صورت گرفت. ضمناً «ارادهٔ روسیه به آن بود که دستاورد وزارت خارجهٔ ایران را نابود کند.» این فایل صوتی در ادامه دلخوری پیش آمده بابت نحوه حل اختلافات رخ داده در روابط ایران و سوریه بود که با پادرمیانی قاسم سلیمانی و بدون اطلاع وزارت خارجه و حشمت‌الله فلاحت‌پیشه که بانی اختلاف شده بود با سفر شخص بشار اسد به تهران رفع شد. در این زمان مدیریت پرونده سوریه به دست بخش نظامی کشور و به صورت مشخص شخص قاسم سلیمانی بود.

## در دولت پزشکیان
ظریف نقش پررنگی در کارزار انتخاباتی مسعود پزشکیان برای انتخابات ریاست‌جمهوری ۱۴۰۳ داشت. او مشاور پزشکیان بود و او را در انظار عمومی و تبلیغات همراهی می‌کرد. پاتریک وینتور در روزنامهٔ گاردین نوشت که حضور ظریف به‌عنوان مشاور پزشکیان در میزگرد تلویزیونی، می‌تواند نمادی از این واقعیت باشد که در صورت پیروزی پزشکیان، «رویکرد ایران به سیاست خارجی، از جمله نیاز به دستیابی به توافق در مورد برنامه هسته‌ای‌اش، چقدر می‌تواند تغییر کند.»

پزشکیان پس از پیروزی، ظریف را به‌عنوان رئیس شورای راهبری دوره انتقال دولت چهاردهم منصوب کرد. پزشکیان پس از تحلیف در مجلس، محمدجواد ظریف را به سمت معاون راهبردی رئیس‌جمهور و رئیس مرکز بررسی‌های استراتژیک منصوب کرد. ظریف به‌عنوان رئیس شورای راهبری، مسئول معرفی نامزدهای وزارتخانه‌ها در کابینه بود. او کمیته‌هایی برای انتخاب وزرا تشکیل داد و قرار بود که ۶۰ درصد وزیران پیشنهادی دولت جدید، سن‌شان کمتر از ۵۵ سال باشد و همچنین ۶۰ درصد آن‌ها هم برای نخستین بار عضو کابینه شوند. فهرست وزرای پیشنهادی برای اخذ رأی اعتماد از مجلس در ۲۱ مرداد اعلام شد و با واکنش‌های گسترده‌ای مواجه گردید. بخشی از اصلاح‌طلبان و حامیان پزشکیان از وزرای پیشنهادی ابراز ناامیدی کردند. ظریف پس از آن استعفا داد و در واکنش گفت:
از نوزده وزیری که امروز معرفی شدند، سه نفر نامزد نخست، ۶ نفر نامزد دوم یا سوم و یک نفر نامزد پنجم کمیته‌ها یا شورای راهبری بودند … از نتیجه کار خود رضایت ندارم و از این‌که نتوانستم به شکل شایسته‌ای نظر کارشناسی کمیته‌ها و حضور بانوان، جوانان و اقوام را آن‌گونه که وعده داده‌بودم به نتیجه برسانم، شرمنده‌ام.
ظریف در ۶ شهریور اعلام کرد که پس از پیگیری‌ها و رایزنی‌های پزشکیان و با دستور کتبی او، به سمت خود در معاونت راهبردی رئیس‌جمهور بازگشته است. اصول‌گرایان خواهان کناره‌گیری او به دلیل تعارض با قانون «ممنوعیت انتخاب یا انتصاب مقامات و مدیران دارای تابعیت مضاعف و مرتبط با کشورهای خارجی» بودند. این قانون تصریح می‌کند افرادی که خود یا اعضای خانواده‌شان تابعیت مضاعف دارند، نمی‌توانند در مشاغل حساس فعالیت کنند. ظریف در ۶ اسفند ۱۴۰۳ اعلام کرد که از سمت خود استعفا داده است.

## مخالفت‌ها

### پیش از وزارت
ظریف مخالفت کسانی که وی آن‌ها را تندرو می‌نامد با خودش را چنین توضیح می‌دهد:
حوزه سیاست خارجی در آن زمان (در زمان دولت هاشمی رفسنجانی) کاملاً عکس این دوره بود؛ یعنی جناح راست، گرایش معتدل‌تر و جناح چپ گرایش تندتری داشت. با این که من هیچگاه در جناح راست نبوده‌ام، اما افراد جناح چپ که آن زمان تندروتر بودند، به خاطر گرایش معتدلم رابطه خوبی با من و امثال من نداشتند. عجیب‌تر این که حتی بعدها در دوره آقای خاتمی، که دوستان چپ، گرایش معتدل‌تری در سیاست خارجی پیدا کردند، باز هم رابطه‌شان با افرادی مانند من، خوب نشد. در زمان آقای هاشمی، دوستانی که هم‌خط آقای خاتمی بودند، با سیاست اعتدال ما، مخالفت می‌کردند. زمانی هم که وارد حوزه حکومتی زیر پرچم آقای خاتمی شدند (ایشان از افراد معتدل جناح چپ بود) به سیاست‌های آقای خاتمی رضایت دادند. در زمان آقای هاشمی اسم روزنامه سلام که می‌آمد، تنمان می‌لرزید. یادم هست در یک مورد، این روزنامه در نامه‌ای به وزیر خارجه نوشته بود، که ظریف در جایی این صحبت را دربارهٔ آمریکا کرده و وزارت خارجه باید موضع خود را مشخص کند. در غیر این صورت، ما فردا افشاگری می‌کنیم.

### در هنگام وزارت
از زمان روی کار آمدن ظریف، نمایندگان اصول‌گرای مجلس شورای اسلامی، به دفعات، سعی در فراهم کردن ملزومات استیضاح و عزل ظریف نموده‌اند. مواردی از قبیل امضای توافق ژنو، اظهارات وی در خصوص هلوکاست، نزاع اعراب و اسرائیل و برقراری رابطه با آمریکا، از جمله مواردی است که نمایندگان مجلس، ظریف را به موجب آنها، مستحق عزل و استیضاح می‌دانند. در نخستین اقدام، در ۱۲ آبان ۱۳۹۲، ظریف به کمیسیون امنیت ملی و سیاست خارجی مجلس شورای اسلامی فراخوانده شد، تا دربارهٔ پنج موضوع؛ موضع‌گیری دربارهٔ هولوکاست، تماس تلفنی باراک اوباما و حسن روحانی، تعریف از منافع ملی، احتمال توقف غنی‌سازی اورانیوم و حمله به مرزداران سراوان، توضیح دهد. اما هیچ‌یک از پاسخ‌های ظریف، سؤال‌کنندگان را قانع نکرد.
در اقدام بعدی نمایندگان در این راستا، می‌توان به نامه ۲۰ تن از نمایندگان مجلس در روز ۱۷ آذر ۱۳۹۲ به حسن روحانی اشاره کرد، که به دلیل سخنان ظریف در جمع دانشجویان دانشگاه تهران مورخ ۱۲ آذر، درخواست جدی مبنی بر عزل ظریف از سمتش را داشتند.
علاءالدین بروجردی، رئیس کمیسیون امنیت ملی مجلس شورای اسلامی، دلیل عدم همکاری ظریف با نمایندگان مجلس، در ارائه گزارش عملکردش در مذاکرات هسته‌ای، که موجب شده وی بارها از جانب نمایندگان مجلس، مورد تهدید استیضاح قرار گیرد را، عدم تعهد نمایندگان مجلس به منتشر نکردن اطلاعات طبقه‌بندی ارائه‌شده از جانب ظریف به نمایندگان دانست. بروجردی، شرط اصلی ظریف برای ارائه گزارش و اطلاعات محرمانه به نمایندگان را، عدم بازنشر آن‌ها در رسانه‌ها عنوان کرده که این شرط با مخالفت نمایندگان روبرو شد و ظریف نیز در پاسخ، از گفتگو با نمایندگان خودداری کرد.
مرتبه بعدی برخورد با ظریف و عزل احتمالی وی، در بستر رویدادی در خلال هفتادمین مجمع عمومی سازمان ملل متحد روی داد، که در خلال آن، ظریف و اوباما به‌طور اتفاقی با یکدیگر دیدار کردند و گفتگوی کوتاهی داشتند. این رفتار ظریف، با مخالفت شدید اصولگرایان در ایران روبرو شد. از جمله شاخص‌ترین صداهای مخالف، می‌توان به اظهارنظر غلامحسین محسنی اژه‌ای اشاره کرد که ظریف را به دلیل اینکه با این معانقه، زمینه ورود دشمن (ایالات متحده آمریکا) به ایران را فراهم کرده است، یک جاسوس نامید؛ همچنین علیرضا زاکانی، رئیس کمیسیون برجام مجلس شورای اسلامی، این عمل ظریف را خطایی نابخشودنی و مستحق برخورد جدی دانست. بهرام بیرانوند، نماینده مجلی شورای اسلامی نیز وی را فردی بی‌غیرت خطاب کرد.

## تحریم

### وزارت خزانه‌داری آمریکا
روز چهارشنبه۳۱ ژوئیه ۲۰۱۹ وزارت خزانه‌داری آمریکا در یک بیانیه، محمدجواد ظریف را به‌دلیل نمایندگی سید علی خامنه‌ای و همکاری مستقیم یا غیرمستقیم با او بر اساس فرمان اجرایی ۱۳۸۷۶ مورد تحریم قرار داد. وزیر خزانه‌داری آمریکا، استیو منوچین گفت: «محمد جواد ظریف دستور کار و سیاست‌های بی‌پروایانه رهبری جمهوری اسلامی ایران را اجرا می‌کند و سخنگوی اصلی حکومت در سراسر جهان است. ایالات متحده پیام واضحی را برای حکومت ایران می‌فرستد مبنی بر این که رفتارهای اخیر این حکومت کاملاً غیرقابل قبول است.» وزارت خارجه آمریکا افزوده است: «همزمان با قطع دسترسی شهروندان ایرانی به شبکه‌های اجتماعی توسط حکومت ایران، محمدجواد ظریف از طریق این رسانه‌ها تبلیغات و اطلاعات غلط حکومت را در سراسر جهان پخش می‌کند.»

#### عدم اعطای ویزای ورود به آمریکا
۷ ژانویه ۲۰۲۰ آمریکا از اعطای ویزا به محمدجواد ظریف به منظور شرکت در اجلاس آزاد گفتگو در بارهٔ احترام به منشور سازمان ملل متحد خودداری کرد.

#### تحریم دیدار با ظریف
مایک پومپئو وزیر خارجه ایالات متحده آمریکا در روز چهارشنبه ۱۶ سپتامبر ۲۰۲۰ بعد از اعدام نوید افکاری، از تمامی رهبران جهان خواست تا زمانیکه جمهوری اسلامی دو برادر دیگر نوید و زندانیان خارجی را آزاد نکند، برای میزبانی محمد جواد ظریف برنامه‌ریزی نکرده و از دیدار با او خودداری کنند. وی لغو سفر محمد جواد ظریف به اروپا را کاری درست خواند.

### کانادا
کانادا در ۲۰ مهر ۱۴۰۱ اعلام کرد تحریم‌های جدیدی علیه ۱۷ شخص و ۳ نهاد از مقامات سابق و فعلی جمهوری اسلامی وضع کرده است که نام محمد جواد ظریف در بین این اسامی است.

## در رسانه‌ها
ظریف در فیس‌بوک و توییتر صفحات تأیید شده دارد.

روزنامه هفت صبح در خبری اعلام کرد: محمدجواد ظریف دقایقی بعد از امضای توافق با وزیران امور خارجه غربی، این خبر را در صفحه فیسبوک خود قرار داد و توانست آمار قابل توجهی از پسندیدن را کسب نماید

ایران هرگز هولوکاست را انکار نکرده است، مردی که آن را انکار می‌کرد، رفته است. 
محمدجواد ظریف، در توئیتر

برایان هوک، مسوول امور ایران در وزارت‌امورخارجه آمریکا، در گفتگو با شبکه تلویزیونی بلومبرگ، از فیس‌بوک، توییتر و اینستاگرام خواسته تا زمانی‌که اینترنت کاملاً در ایران باز نشده، حساب‌های مقامات کشوری، ازجمله سید علی خامنه ای، حسن‌روحانی و جواد ظریف را ببندند.

### تبریک عید سال جدیدِ عبری (روش هشانا)
در ۱۴ شهریور ۱۳۹۲ (۵ سپتامبر ۲۰۱۳)(۱ تیشری ۵۷۷۴ یهودی) جواد ظریف در توییتر شخصی خود، روش هشنه، (سال نوی عبری) را به یهودیان تبریک گفت.
کریستی پلوسی دختر نانسی پلوسی، رهبر حزب دمکرات در مجلس نمایندگان آمریکا و رئیس سابق این مجلس در پاسخ به این توئیت نوشت که: «سال نو می‌توانست شیرین‌تر باشد اگر شما به انکار هولوکاست از سوی ایران پایان می‌دادید.» و در پاسخ به کریستی پلوسی، جواد ظریف در توییترش نوشت: «ایران هیچگاه هولوکاست را انکار نکرده است، مردی که تصور می‌شد این کار را (انکار هولوکاست) کرده است، دیگر رفته است. سال نو مبارک» کریستی پلوسی در واکنش به پاسخ ظریف نوشت: «خوشحالم که می‌شنوم، ممنون از پاسختان.»
ظریف سپس در صفحه فیس‌بوک خود سخنانش در توییتر را تأیید کرده و بار دیگر کشتار یهودیان به دست نازی‌ها و کشتار و سرکوب فلسطینی‌ها به دست صهیونیست‌ها را محکوم کرد. محکوم کردن هولوکاست و انکار نکردن آن چند بار دیگر از طریق فیسبوک ظریف با این عنوان مطرح شد که صهیونیست‌ها، «بهانه واهی انکار هولوکاست» توسط ایران را ابزار تخریب وجهه و حیثیت ملی ایران کرده‌اند و می‌گویند که ایران با ساخت بمب اتم می‌خواهد هولوکاست جدیدی ایجاد کند:
لذا تا وزیر خارجه هستم نخواهم گذاشت پروژهٔ صهیونیستی امنیتی‌سازی ایران، منجمله از طریق تخریب وجهه و حیثیت ملی تحت بهانهٔ واهی انکار هولوکاست تحقق یابد.
نتانیاهو با بی‌شرمی معرکه می‌گیرد که ایران هولوکاست را انکار می‌کند و ادعا می‌کند ایران با ساختن بمب اتمی هولوکاست جدیدی ایجاد نماید.
این اقدام ظریف واکنش مثبت بسیاری از سیاستمداران و تحلیل‌گران آمریکایی و اروپایی را برانگیخت. کریستین امانپور، خبرنگار شبکه خبری سی‌ان‌ان نیز در توییتر خود نوشت که شخصاً با ظریف صحبت کرده و او ضمن تأیید این که در توییتر فعال است، به او گفته که: «کشورش هیچگاه هولوکاست را انکار نکرده و مردی (احمدی‌نژاد) که تصور می‌شد این کار را کرده، دیگر رفته است.»
رابین رایت عضو انستیتوی صلح آمریکا، در واکنش به این اقدام، به واشینگتن پست گفت: «این اثرگذارترین دیپلماسی عمومی ایران در ۳۴ سال گذشته است.» محمدجواد ظریف در مصاحبه با خبرنگار دیلی بیست، دیوید کیز، در پاسخ به فیلتر بودن فیس‌بوک در ایران و در عین حال، داشتن اکانت فیس‌بوک، بلند خندید و گفت؛ «زندگی همین است».

### پیام از یوتیوب
ظریف در ۲۸ آبان ۱۳۹۲ (۱۹ نوامبر ۲۰۱۳) یک روز مانده به دور تازه‌ای از مذاکرات هسته‌ای ایران و گروه پنج به‌علاوه یک در ژنو، پیامی انگلیسی در حساب کاربری خود در یوتیوب منتشر کرد. پیام ظریف گرچه به زبان انگلیسی بود اما در ویدئوهایی مجزا با زیرنویس فارسی، ترکی، فرانسوی و عربی هم منتشر شد. عنوان این ویدئو «پیام ایران: راهی به جلو وجود دارد» بود. وزیر خارجه ایران در این پیام حدود ۵ دقیقه‌ای گفت در پرونده اتمی کشورش «راهی به جلو وجود دارد، مسیری سازنده و حرکتی به سوی پیشرفت برای حفاظت از صلح حرکتی رو به جلو و تنها انتخاب بین تسلیم یا رو در رو شدن نیست.» این ویدئو با جمله «من جواد ظریف هستم و این پیام مردم ایران است» پایان می‌پذیرد.

### تبریک نوروز کاترین اشتون
کاترین اشتون مسئول سیاست خارجی اتحادیه اروپا در یک پیام توییتری فرارسیدن نوروز ۱۳۹۳ را به ظریف و تمام مردم ایران تبریک گفت.

### مجید توکلی
مجید توکلی را نمی‌شناسم.
محمدجواد ظریف، در مصاحبه با خبرنگار دیلی بیست

جواد ظریف در گفتگو با خبرنگار دیلی بیست، گفت: مجید توکلی را نمی‌شناسم. دیویر کیس نویسنده این مطلب مدعی است که ظریف در پاسخ به سؤال وی مبنی بر اینکه «مجید توکلی، یکی از برجسته‌ترین فعالان دانشجویی ایران که هم‌اکنون در زندان نگهداری می‌شود، چه زمانی آزاد خواهد شد؟» تصریح کرده است: نام نسرین ستوده را از طریق رسانه‌ها شنیده‌ام اما مجید توکلی را اصلاً نمی‌شناسم.
در ادامه دیوید کیس می‌گوید پس از اتمام نشست سازمان ملل در نیویورک، از ظریف پرسیدم که چطور خود شما از فیس بوک استفاده می‌کنید اما در ایران کسی اجازه استفاده از آن را ندارد که ظریف با لبخندی پاسخ داد: زندگی همینه.

### تفاهم هسته‌ای لوزان
ظریف، دقایقی پیش از کنفرانس خبری تفاهم هسته‌ای لوزان، در پیامی توئیتری، این موضوع را اعلام کرده بود: «راه حل پیدا شد، آماده نگارش متن هستیم».

### مصاحبه با برنامهٔ نود
دوشنبه ۳۰ آذر ۱۳۹۴ مصاحبه‌ای توسط عادل فردوسی پور با محمد جواد ظریف انجام شد ولی مسئولان صدا و سیما از پخش این مصاحبه در برنامه نود که به مناسبت شب یلدا ضبط شده بود، خودداری کردند. مسئولان سازمان صدا و سیما علت این کار را عدم دعوت رسمی صدا و سیما از ظریف اعلام کردند. این اقدام صدا و سیما با واکنش سخنگوی دولت و وزارت امور خارجه مواجه شد. محمد سرافراز، رئیس وقت صداوسیما بعدتر گفت که بعد از این اتفاقات از طرف دفتر سیدعلی خامنه‌ای درخواست تعطیلی برنامه ۹۰ مطرح شد اما من زیر بار آن نرفتم.

### مصاحبه با پی‌بی‌اس
ظریف در مصاحبه با چارلی رز، مجری تلویزیون پی‌بی‌اس گفت «ما در ایران هیچ‌کسی را به خاطر عقیده‌اش زندانی نمی‌کنیم».

### تحریک (تیم ب) برای کشاندن ترامپ به نبرد در خاورمیانه
در ۱۹ سپتامبر ۲۰۱۹ و سه روز پس از حملهٔ شبه نظامیان حوثی متحد ایران در یمن به تأسیسات آرامکو، ظریف در واکنش به توییت مایک پمپئو، در توئیتی، به‌طور علنی او را متهم به تحریک برای نبرد با ارتش ایران کرد.

### ما خودمان انتخاب کردیم یک جور دیگر زندگی کنیم
او در برنامه تلویزیونی حالا خورشید در تابستان ۹۷ پس از این‌که مجری (رضا رشیدپور) از او پرسید «مردم می‌پرسند این‌همه کشور در دنیا روابط خوبی با دیگر کشورها دارند و فشاری روی‌شان نیست، چرا فشار روی ایران است؟» پاسخ داد که «یک دلیل وجود دارد و این است که ما خودمان انتخاب کردیم یک جور دیگر زندگی کنیم». این گفته او با واکنش گسترده منفی کاربران ایرانی مواجه شد و با هشتگ‌هایی مثل #من_انتخاب_نکردم و #ما_خودمان_انتخاب_کردیم به نمونه‌های متعددی از وضعیت بد اقتصادی، نقض حقوق بشر و فقدان آزادی‌های سیاسی و اجتماعی در ایران اشاره کردند و گفتند چنین وضعیتی انتخاب آن‌ها نیست. دو سال بعد او با تأیید مجدد اصل گفتهٔ خود گفت «اگر بار دیگر از او در این زمینه سؤال شود، چنین جمله‌ای را نخواهد گفت.»

### نامزدی برای جایزه نوبل
ظریف به همراه جان کری در میان ۳۷۶ نفری بودند که به عنوان نامزد جایزه صلح نوبل در سال ۲۰۱۶ انتخاب شدند.

### ارتباط با جامعه آمریکا
ظریف به اقتضای حضور و همچنین فعالیت دیپلماتیک طولانی مدت در آمریکا، ارتباط گسترده‌ای با جامعه آمریکا و محافل سیاسی و علمی این کشور داشته است. روزنامه هرالد تریبیون، در مقاله‌ای به قلم وارن هوگ، به حضور گسترده محمد جواد ظریف در مجامع عمومی آمریکا اشاره می‌کند:
محمد جواد ظریف به اندازه‌ای در دانشگاه‌ها، محافل عمومی سیاسی و اجتماعی حضور پیدا می‌کند که لیزا اندرسون، رئیس دانشکده امور بین‌الملل دانشگاه کلمبیا از وی پرسیده است که آیا قصد شرکت در رقابت‌های انتخاباتی آمریکا را دارد؟
ظریف در کتاب خاطراتش که به نام آقای سفیر منتشر شده است، دربارهٔ انتخاب او برای سمت نمایندگی دائم ایران در سازمان ملل می‌گوید:
فکر می‌کنم در بهمن ماه سال ۱۳۸۰ بین من و آقای دکتر خرازی برای رفتن به نیویورک توافق صورت گرفت. ظاهراً آقای دکتر خرازی نیز همان موقع موضوع اعزام من را به رهبری هم گفته بودند. بعدها رهبری به من فرمودند که همان روز من به آقای حجازی گفتم که بهترین گزینه برای نیویورک شما هستید؛ اما بگذارید روند معمول وزارت خارجه طی شود. وقتی که رسماً به ما معرفی شدید، شما هم رسماً موافقت کنید… همچنین نکاتی را که برای مأموریت لازم بود یادآوری کردند. از جمله نکته‌ای را فرمودند که من در همه کلاسهایم برای دانشجویان گفته‌ام. به من فرمودند حتی اگر در موردی یقین داری که دیدگاهت ۱۸۰ درجه با من مخالف است، وظیفه داری دیدگاهت را بگویی. حتی ایشان مطرح کردند که این یک وظیفه شرعی است. بحمدلله من نیز همیشه این کار را انجام دادم.
وی همچنین در دوره‌ای که سفیر ایران در سازمان ملل متحد بود، روابط نزدیکی با گری سیک، عضو پیشین شورای امنیت ملی آمریکا و استاد علوم سیاسی دانشگاه کلمبیا داشت. سیک در مصاحبه‌اش با کامبیز حسینی مجری برنامه پولتیک گفت:
نخستین بار حدود ۱۰ سال پیش دیدمش و برای شام به منزل او رفتم و در ملاقات نخست او را آقای سفیر خطاب کردم و او به من گفت نه!، جواد صدایم کن.

## در نگاه دیگران
به گفتهٔ روزنامه‌نگار علی هاشم: «وقتی اسم ظریف می‌آید، همه به یاد گفت‌وگو با آمریکا می‌افتند.»

### «ماله‌کشی»؛ «ماله‌کش اعظم»
در مرداد ۱۳۹۸، اکانت رسمی توییتر وزارت خارجه آمریکا در فارسی، در کاری که پیش از این سابقه نداشت، ظریف، وزیر خارجهٔ جمهوری اسلامی ایران را «ماله‌کش اعظم» توصیف کرد. بهره‌گیری از چنین عنوانی، در ظاهر کنایه‌ای زده است به کارکرد این وزیر خارجه، در برابر نقدهایی که از سیاست‌های جمهوری اسلامی شده است.
«پرزیدنت ترامپ اخیراً رهبر ایران را که با پول مردم ایران خودش را ثروتمند کرده، تحریم کرد. امروز، ایالات متحده جواد ظریف، ماله‌کش اعظم وی را نیز تحریم کرد. او مانند سایر اعضای مافیای خامنه‌ای در رفتار یاغیانه رژیم همدست است.» توئیتر فارسی وزارت امور خارجه آمریکا در مرداد ۱۳۹۸
پس از ماجرای فایل صوتی ظریف، روزنامه کیهان که زیر نظر نمایندهٔ سید علی خامنه‌ای، رهبر جمهوری اسلامی، نشر می‌یابد، توضیحات ظریف را کافی ندانسته و آن را «ماله‌کشی» توصیف کرد.
خود ظریف دربارهٔ این لقب با اشاره به حل اختلاف‌ها با عربستان سعودی در مرداد ۱۳۹۸ گفت «اگر فکر می‌کنید به قول خودتان من ماله‌کش اعظم هستم، آقای سلیمانی با شما صحبت کند».

## سمت‌ها

### سمت‌های اجرایی
- دستیار ارشد وزیر امور خارجه
- مشاور سرکنسول‌گری ایران در سانفرانسیسکو
- معاون حقوقی و بین‌الملل وزارت امور خارجه
- سفیر ایران در سازمان ملل متحد
- وزیر امور خارجه

### فعالیت‌های بین‌المللی
1. عضو گروه شخصیت‌های برجسته زمامداری جهانی
2. سخنگو و ریاست کمیته سیاسی هشتمین اجلاس سران کنفرانس اسلامی تهران
3. ریاست کارشناسان ارشد هشتمین اجلاس سران کنفرانس اسلامی تهران
4. ریاست کمیته حقوقی مجمع عمومی ۴۷ ملل متحد – نیویورک
5. ریاست کمیسیون فرهنگی- یونسکو
6. ریاست کمیسیون خلع سلاح ملل متحد – نیویورک
7. ریاست کمیته سیاسی دوازدهمین اجلاس سران عدم تعهد – دوربان[۱۴۸][۱۴۹]